# Johannes Immerzeel
Johannes Immerzeel Jr. (Dordrecht, 2 juli 1776 – Amsterdam, 9 juni 1841) was een Nederlands schrijver en dichter, tevens boekhandelaar en uitgever. Hij was de derde zoon van Johannes Immerzeel Sr. (1746-1821), koopman en grutter en Elizabeth Steenbus (1739-1804). Hij was de vader van kunstenaar Christiaan Immerzeel.

## Biografie

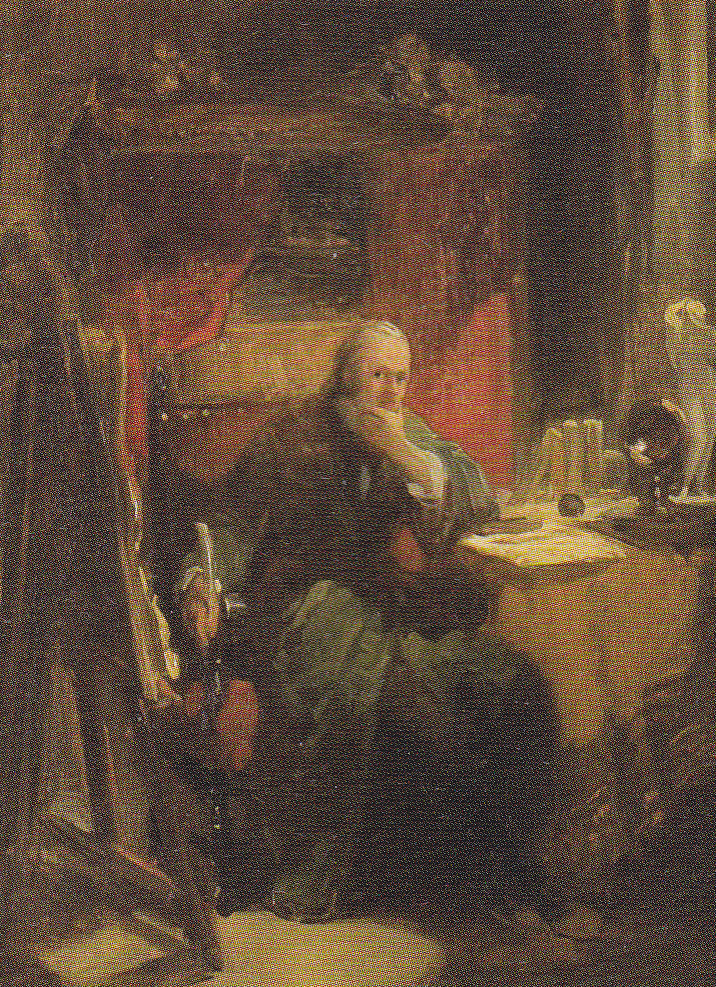
Portret van Immerzeel door Nicolaas Pieneman

Johannes kreeg teken- en schilderles van Pieter Hofman (1755-1837), maar hij moest zijn roeping opgeven vanwege zijn slechte ogen. Als autodidact sprak hij verscheidene talen en wijdde hij zich aan muziek en poëzie.
In 1795 werd hij secretaris bij de Krijgsraad in Dordrecht. In 1800 verhuisde hij met zijn vrouw Adelaïde Louise Françoise Charlotte Cera (1781-1850) naar Den Haag. Daar werd hij ambtenaar in dienst van de Bataafsche Republiek. Hij publiceerde ook gedichten. In 1804 begon hij een boekhandel en uitgeverij, die hij samen met de arts J.L. Kesteloot uitbreidde naar Rotterdam (1813) en Amsterdam (1819). Hij was ook actief als in- en verkoper van kunst.

Hij gaf niet alleen zijn eigen werk uit, maar ook dat van Willem Bilderdijk, Rhijnvis Feith en Jan Frederik Helmers. In 1832 ging hij in Amsterdam wonen. Daar heeft hij onder meer geijverd voor de oprichting van een standbeeld van Rembrandt, dat pas 11 jaar na Immerzeels dood werd onthuld.
Van 1819 tot aan zijn dood was Immerzeel redacteur, medewerker, ontwerper en uitgever van de Nederlandsche Muzen-Almanak, in de 19e eeuw de belangrijkste literaire almanak. Hij was een vriend van Hendrik Tollens, de 234 brieven van Tollens aan Immerzeel zijn in het bezit van de Koninklijke Bibliotheek in Den Haag. Daar worden ook de 243 brieven van Bilderdijk aan zijn uitgever bewaard.
Acht dagen na zijn dood werd de jaarlijkse vergadering van de Maatschappij der Nederlandsche Letterkunde gehouden. De voorzitter, M. Siegenbeek, herdacht Immerzeel in enkele bewoordingen, maar moest toegeven dat hij niet in staat was geweest om "(…) de noodige berigten tot eene breedere uitweiding over 's mans verdiensten in te zamelen (…)".

## Levenswerk
In 1835 begon hij met zijn magnum opus, een naslagwerk over de levens en werken van de Hollandse en Vlaamse kunstschilders, beeldhouwers, graveurs en bouwmeesters van 1500 tot 1850. Hij verwerkte bestaande biografieën, maar gebruikte ook ongepubliceerde manuscripten en documenten. Van de werken vermeldde hij de plaats waar ze bewaard werden, en vaak ook de prijs, gebaseerd op gegevens van veilingen en inventarislijsten. Toen hij in 1841 overleed, werd het werk voltooid door twee zoons, Charles Henri (1803-1878) en Christiaan (1808-1886), een schilder. In 1842 en 1843 verschenen de drie delen.

Het werk werd tussen 1857-1864 aangepast en aangevuld door Christiaan Kramm.

## Kinderen
In totaal kreeg Johannes Immerzeel negen kinderen.
- Zijn oudste zoon Jean Louis Antoine (1801-1874) leek aanvankelijk de opvolger van zijn vader te worden. Hij vestigde zich in 1825 als zelfstandig boekverkoper, maar een jaar later was zijn nering alweer gesloten.
- Zijn dochter Sophie Charlotte (1806-1899) was getrouwd met de kunstschilder Simon van den Berg (1812-1891).
- Christiaan (1808-1886) was kunstschilder; hij trouwde met een dochter van Frederik Carel List, oud-minister van Oorlog.
- Anna Maria (1817-1883) was schilderes.
- Cornelia Petronella (1819-1853) was getrouwd met Anthonie Jan Cramer, een kunst- en boekhandelaar. Hij was de broer van de kunstschilder Hendrik Willem Cramer (1809-1874).

## Trivia
Zijn oudere broer Pieter (1773-1840) stond lokaal bekend als Nederduits gelegenheidsdichter.

## Bibliografie

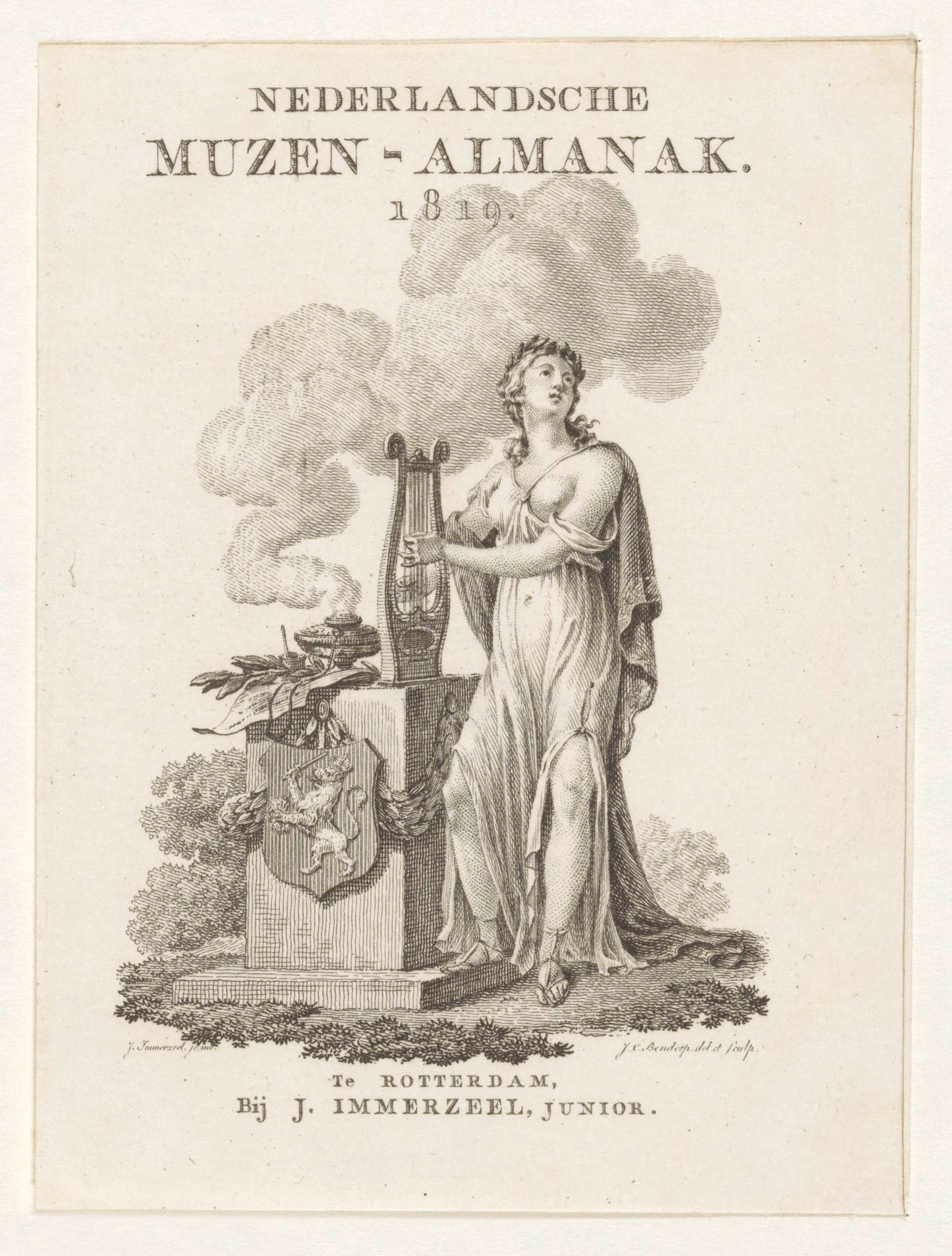
Nederlandsche Muzen-Almanak 1819